# The Hunter (Album)
The Hunter ist das fünfte Studioalbum der US-amerikanischen Metal-Band Mastodon. Es erschien am 23. September 2011 über Reprise Records. Mit dem Album konnten sich Mastodon erstmals unter den ersten Zehn der US-amerikanischen Albumcharts platzieren. Die Single Curl of the Burl wurde im Jahre 2012 für den Grammy in der Kategorie Best Hard Rock/Metal Performance nominiert.

## Entstehung
Schneller als geplant konnten die Musiker mit den Arbeiten an ihrem fünften Studioalbum beginnen. Ursprünglich wollten Mastodon im September 2010 mit den Arbeiten beginnen. Nachdem schon im Frühjahr 2010 etwa zehn Lieder nahezu fertig komponiert waren, entschloss man sich, nicht länger zu warten. Mit Mike Elizondo entschieden sich die Musiker für einen neuen Musikproduzenten, der zuvor hauptsächlich für Rapper wie Dr. Dre oder Eminem gearbeitet hat. Die neuen Lieder fielen im Gegensatz zu früher kompakter und weniger progressiv aus.

„Unser Ansatz war, diesmal weniger ausschmückend zu Werke zu gehen. Crack the Skye wies so viele verschiedene Texturen und Ebenen auf, und ich denke, dass wir in dieser eher epischen Ecke damit alles gemacht haben. Aus diesem Grund wollten wir diesmal in die entgegengesetzte Richtung gehen.“

Schlagzeuger Brann Dailor experimentierte bei den Aufnahmen mit abgeschraubten Resonanzfellen an seinem Instrument und spielte weniger Fills. In einem Interview erklärte er, dass ihm ein Schlagzeugklang wie beim Genesis-Album Duke vorschwebte. Bei dem Lied Spectrelight ist als Gastmusiker der Sänger Scott Kelly von der Band Neurosis zu hören. Kelly steuerte auch Teile des Textes bei.
Aufgenommen wurde The Hunter in den Sound City Studios in Van Nuys sowie in den Doppler Studios in Atlanta. Gemischt wurde das Album von Adam Hawkins, das Mastering übernahm Ted Jensen. Für die Lieder Black Tongue und Curl of the Burl wurden Musikvideos gedreht. Auf dem Albumcover ist ein Fotografie einer Holzschnitzerei zu sehen. Entworfen wurde die Figur von AJ Fosik.

## Hintergrund
Während die ersten vier Studioalben von Mastodon ein Oberthema, jeweils ein Element der Vier-Elemente-Lehre, hatten gibt es bei The Hunter kein Oberthema. Brann Dailor erklärte, dass einige Lieder thematisch zusammen hängen würden. Mehrere Lieder handeln davon, eine Person zu beschützen oder sich um diese Person zu kümmern.

„Alle vier bisherigen Alben waren Teil eines Gesamtkonzepts. Mit Crack the Skye […] hatten wir das Buch fertiggestellt. Die neu gewonnene Freiheit, sowohl musikalisch als auch inhaltlich alles tun zu dürfen, tat uns gut. Plötzlich stand es uns frei, zu reisen, wohin wir wollen. Also reisten wir in Richtung der Ursprünge des Rock ’n’ Roll.“

Der Albumtitel The Hunter (engl. für ‚Der Jäger‘) ist eine Widmung an den Bruder von Sänger und Gitarrist Brent Hinds, der während eines Jagdausflugs einen Herzinfarkt erlitt und verstarb. Der Titel von Blasteroid ist an das Computerspiel Asteroids angelehnt. In Octopus Has No Friends geht es um die bandintern diskutierte Frage, ob Oktopusse Freunde haben oder nicht.
Creature Lives ist laut Brann Dailor ein Tribut an den Film Der Schrecken vom Amazonas. Das Lied Bedazzled Fingernails ist eine Hommage an in schwarz-weiß gedrehte Horrorfilme.

## Rezeption

### Rezensionen
Michael Rensen von deutschen Magazin Rock Hard sah in The Hunter „allerfeinste Weltraum-Trips mit wunderschöner Aussicht und ordentlich Wumms im Ionenantrieb“. Lediglich mit der „misslungenen Single“ Curl of the Burl würde die Band „die falsche Galaxie ansteuern“. Rensen gab dem Album acht von zehn Punkten. Petra Schurer vom deutschen Magazin Metal Hammer bezeichnete The Hunter als „grandios und mitreißend zugleich“, da die Band „ihre Wurzeln geschickt auffrischt, diese in einem modernen Kontext einbettet und ihr Spektrum noch ein Stück erweitert“. Sie gab dem Album sechs von sieben Punkten. Auch in genrefremden Medien wurde das Album positiv bewertet. Mike Diver von der britischen BBC fasste seine Kritik mit den Worten „Du magst keinen Metal? Vielleicht magst du Mastodon.“

### Chartplatzierungen
| ChartsChartplatzierungen       | Höchstplatzierung | Wochen |
| ------------------------------ | ----------------- | ------ |
| Deutschland (GfK)              | 20 (2 Wo.)        | 2      |
| Österreich (Ö3)                | 23 (1 Wo.)        | 1      |
| Schweiz (IFPI)                 | 23 (3 Wo.)        | 3      |
| Vereinigtes Königreich (OCC)   | 19 (2 Wo.)        | 2      |
| Vereinigte Staaten (Billboard) | 10 (3 Wo.)        | 3      |

The Hunter wurde in der ersten Woche nach der Veröffentlichung in den USA etwa 39.000 Mal verkauft. Zum ersten Mal konnte sich die Band damit unter den ersten Zehn der Charts platzieren. Gegenüber dem Vorgängeralbum Crack the Skye wurden in der ersten Woche 2.000 Exemplare weniger verkauft. Die höchste Chartplatzierung wurde in Norwegen erreicht, wo sich das Album auf Position acht platzieren konnte.

### Auszeichnungen
Die britischen Magazine Kerrang, Metal Hammer und Terrorizer wählten The Hunter jeweils zum Album des Jahres 2011. Ein Jahr später wurde das Werk sowohl bei den Kerrang Awards als auch bei den Metal Hammer Golden Gods Awards jeweils als bestes Album ausgezeichnet. Bei den Loudwire Music Awards 2011 wurde The Hunter in der Kategorie Best Metal Album nominiert, der Preis ging jedoch an Megadeth für Th1rt2en. Curl of the Burl wurden in den Kategorien Best Metal Song und Best Video nominiert, die Preise gingen jedoch an Megadeth bzw. Rammstein. Mastodon selbst wurden in der Kategorie Best Artist nominiert, jedoch ging der Preis an Within Temptation.

## Weiterverwendung
Die kanadische Sängerin Leslie Feist nahm eine Coverversion des Liedes Black Tongue für die anlässlich des Record Store Days am 21. April 2011 zusammen mit Mastodon veröffentlichte Split-Single Feistodon auf. Mastodon wiederum coverten für die Single das Lied A Commotion von Leslie Feist. Im November 2013 brachten Mastodon in Zusammenarbeit mit der britischen Firma Signature Brew das Bier Black Tongue auf den Markt. Bei dem Bier handelt es sich um ein schwarzes India Pale Ale (IPA) mit einem Alkoholgehalt von 8,3 Prozent.